# Betsy Arakawa
Betsy Machiko Arakawa Hackman (* 15. Dezember 1959 als Betsy Machiko Arakawa in Honolulu, Hawaii; † ca. 12. Februar 2025 in Santa Fe, New Mexico) war eine US-amerikanische Pianistin und Unternehmerin. Sie wurde vor allem durch ihre Ehe mit dem Schauspieler Gene Hackman bekannt, mit dem sie ab 1991 verheiratet war.

## Leben
Betsy Arakawa wurde 1959 in Honolulu geboren; ihre Familie stammt aus Japan. In ihrer Kindheit erlernte Arakawa das Klavierspielen an der Kahala Elementary School und gab bereits mit elf Jahren als Pianistin Konzerte an der Honolulu International Center Concert Hall. Sie trat hierbei unter anderem mit dem Honolulu Symphony Orchestra auf. Ihre Klavierlehrerin war Ellen Masaki († 2009). Von 1981 bis 1983 studierte Arakawa an der University of Southern California Sozial- und Kommunikationswissenschaften. Während dieser Zeit betätigte sie sich zudem als Cheerleader für die Los Angeles Aztecs sowie als Produktionsassistentin für die Quizshow Card Sharks.
Neben ihrer Tätigkeit als Konzertpianistin arbeitete Arakawa Mitte der 1980er-Jahre in einem Fitnesscenter in Los Angeles, wo sie ihrem späteren Ehemann Gene Hackman begegnete, der zu diesem Zeitpunkt noch mit seiner ersten, bereits getrennt lebenden Ehefrau Faye Maltese verheiratet war. Nach einer siebenjährigen Beziehung heirateten Arakawa und Hackman im Dezember 1991. Das Paar, das in einem Anwesen in Santa Fe lebte, blieb kinderlos.
Nach der Eheschließung trat Arakawa nicht mehr als Pianistin auf. 2001 gründete sie mit ihrer Geschäftspartnerin Barbara Lenihan in Santa Fe Pandora’s, ein Geschäft für Bettwäsche und Einrichtungsgegenstände. In ihren späteren Lebensjahren half Arakawa ihrem mittlerweile als Schriftsteller tätigen Ehemann bei der Editierung seiner Romane und dem Abtippen der Manuskripte. Zudem organisierte sie die Termine ihres Mannes. Nach der COVID-19-Pandemie 2020 zogen sich Arakawa und Hackman vollständig ins Privatleben zurück.

## Tod und Nachrufe
Am 26. Februar 2025 wurden Arakawa und Hackman zusammen mit einem ihrer drei Hunde tot auf ihrem Anwesen in Santa Fe aufgefunden. Die Umstände ihres Todes waren zunächst unklar und wurden von der örtlichen Polizeibehörde als „verdächtig“ eingestuft. Beim Auffinden der Leichen lag der Tod beider Eheleute bereits längere Zeit zurück.
Eine Obduktion ergab, dass Arakawa an einem durch das Hantavirus verursachten Lungensyndrom (HPS) gestorben war. Am 12. Februar hatte sie noch mehrmals mit einem medizinischen Dienst telefoniert, war aber am Nachmittag nicht zu einem Termin erschienen; als Todestag wird daher der 12. Februar vermutet. Hackman starb etwa eine Woche nach ihr.
Arakawa wurde 65 Jahre alt. Sie wurde unter anderem von der New York Times, Associated Press, CNN und NBC News mit Nachrufen und Beiträgen gewürdigt.